# Copa de Pitágoras

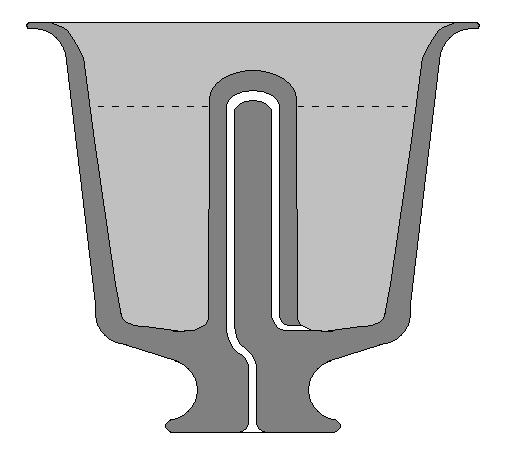
Sección de la copa de Pitágoras

La Copa de Pitágoras  (también conocida como copa de Tántalo, copa del codicioso o copa de la justicia) es un recipiente para bebida que obliga al usuario a beber con moderación. Esta invención, atribuida a Pitágoras de Samos, permite llenar la copa solo hasta cierto nivel porque, una vez superado este límite, la copa vacía su contenido.

## Forma y función

Sección transversal de una copa de Pitágoras que se está llenando: en B, es posible beber todo el líquido de la copa; pero en C, el efecto sifón hace que la copa se drene.

Se parece a una copa normal, salvo porque en el centro contiene una estructura cilíndrica. Este cilindro se dispone sobre el tallo de la copa y el orificio que tiene este en su extremo. Este orificio comunica con un conducto que llega al extremo del conducto central, donde vuelve a bajar para terminar en un orificio en la base del interior del cáliz de la copa.
Cuando el vaso se llena, también lo hace el conducto. Sin embargo, siguiendo el principio de Pascal de vasos comunicantes, cuando el nivel de líquido supera el punto de inflexión del conducto del vaso, este se vacía. La presión hidrostática crea un sifón que evacua el líquido por el orificio del pie de la copa.

## Situaciones comunes

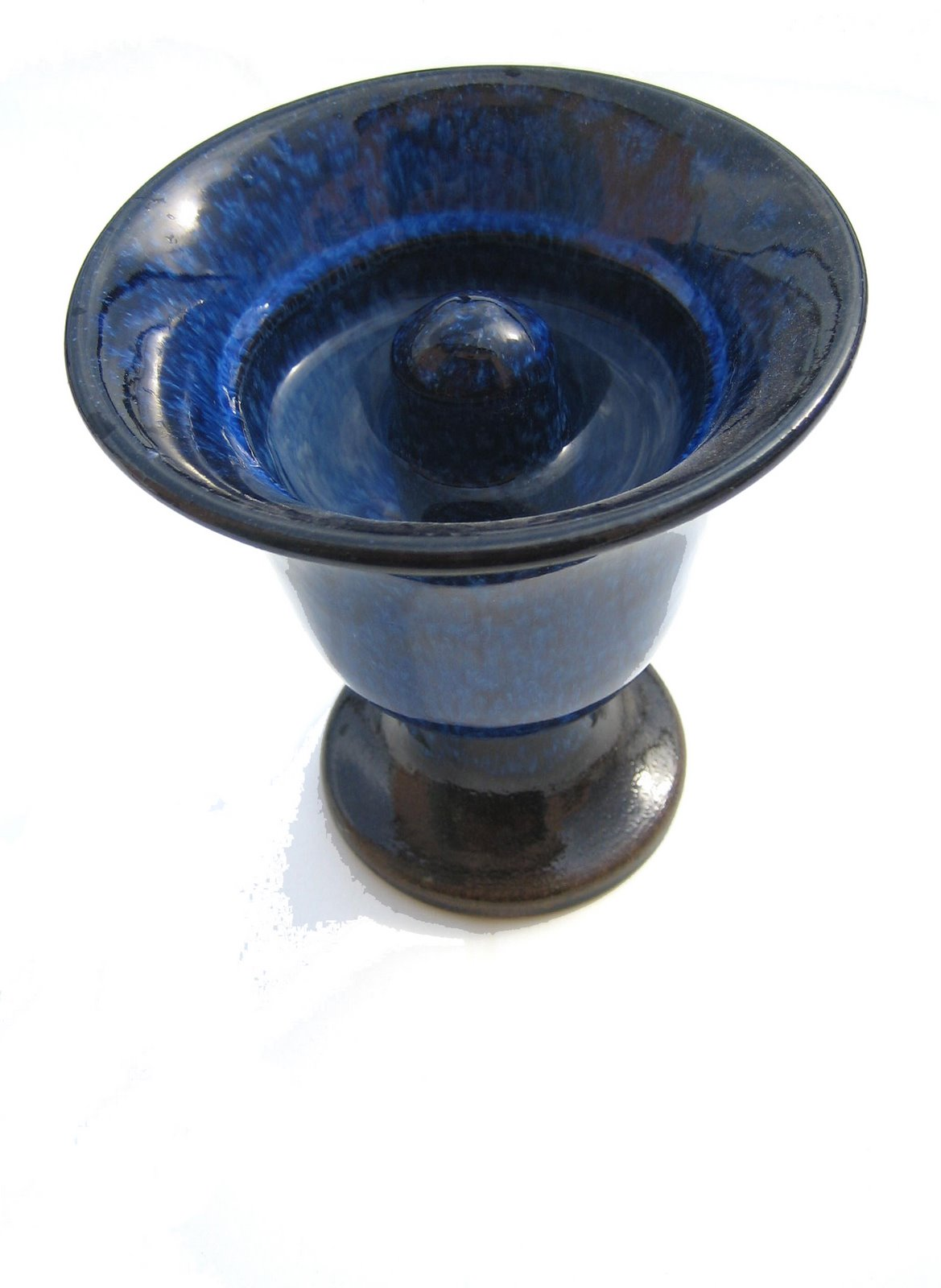
Copa de Pitágoras vendida en Samos

Normalmente, se le atribuye a Pitágoras, por lo que es un suvenir vendido en la isla griega de Samos acompañada con información que dice que, según la tradición, «Pitágoras, durante las obras de abastecimiento de aguas de Samos alrededor del 530 a. C., moderó el consumo de alcohol de los trabajadores inventando la “copa justa”. Cuando el vino sobrepasa la línea, la copa se vacía por completo, por lo que se castiga la codicia».
Herón de Alejandría (c. 10-70 d. C.) usó las copas de Pitágoras como componente hidráulico en sus sistemas robóticos, y en su tratado Pneumatika describe la copa como una copa de Tántalo, en referencia a la figura de la mitología griega. Tántalo fue castigado por los dioses y tuvo que sufrir una sed eterna en medio del agua a su alcance (y el hambre eterna).
También se  vende en algunas tiendas de juguetes como producto de broma.